# Günter Sosna
Günter Sosna (* 27. März 1926; † 6. Oktober 2004), auch „Schimmel“ genannt, war ein deutscher Fußballspieler und -trainer.

## Karriere

### Spieler
Sosna stürmte seinerzeit für den oberschlesischen Verein Vorwärts-Rasensport Gleiwitz, zuletzt in der abgebrochenen Saison 1944/45 in der Gauliga Oberschlesien, die zusammen mit der Gauliga Niederschlesien 1941 als Nachfolgerin der Gauliga Schlesien eingeführt wurde.
Nach dem Ende des Zweiten Weltkriegs nach Mannheim gelangt, spielte er für den Stadtteilverein VfL Neckarau in der Saison 1945/46 in der Landesliga Nordbaden und eine weitere Saison – Aufstieg bedingt – in der im Jahr 1945 eingeführten Oberliga Süd, eine von seinerzeit drei Oberligen als höchste Spielklasse im westdeutschen Fußball.
Von 1947 bis 1949 war er für die Stuttgarter Kickers in der Oberliga Süd aktiv und gehörte in seiner ersten Saison, neben Spielern wie Edmund Conen, Kurt Lauxmann oder Siegfried Kronenbitter, dem berühmten „Hundert-Tore-Sturm“ an, der in jener Spielzeit 113 Tore erzielte; er selbst, der am  19. Oktober 1947 bei der 1:2-Niederlage im Auswärtsspiel gegen den FSV Frankfurt für die Stuttgarter Kickers debütierte, steuerte dabei elf Tore bei und traf beim 5:1-Sieg im Entscheidungsspiel um den 3. Platz der Tabelle gegen den FC Bayern München gleich zwei Mal. Die Saison 1950/51 – nachdem sein Verein ohne ihn die Saison zuvor abgestiegen war – war er in der 2. Oberliga Süd, in den Saisons 1951/52 und 1952/53 dort für den SSV Reutlingen 05 aktiv. Für die Reutlinger bestritt er am 17. August 1952 auf dem heimischen Ringelbachplatz das DFB-Pokal-Vorrundenspiel, das mit 4:5 n. V. gegen Wormatia Worms verloren wurde.
In die Schweiz gelangt, spielte er für den FC Cantonal Neuchâtel 1955/56 in der Nationalliga B. Es folgten vier Saisons für den FC Zug in einer der unteren Schweizer Ligen, in denen er seine Spielerkarriere beendete.

### Trainer
Nach Deutschland zurückgekehrt, war er 1960/61 in der 1. Amateurliga Nordwürttemberg für den SC Geislingen als Trainer verantwortlich und führte den Verein auf den achten Platz. Abschließend trainierte er 1962/63 den SV Glück Auf Altenstadt.

## Sonstiges
Sosna war gelernter Mechaniker und führte in den 1960er Jahren eine Lotto-Toto-Annahmestelle in Geislingen an der Steige.